# Amphiglossus ardouini
Amphiglossus ardouini là một loài thằn lằn trong họ Scincidae. Loài này được Mocquard mô tả khoa học đầu tiên năm 1897.

## Hình ảnh

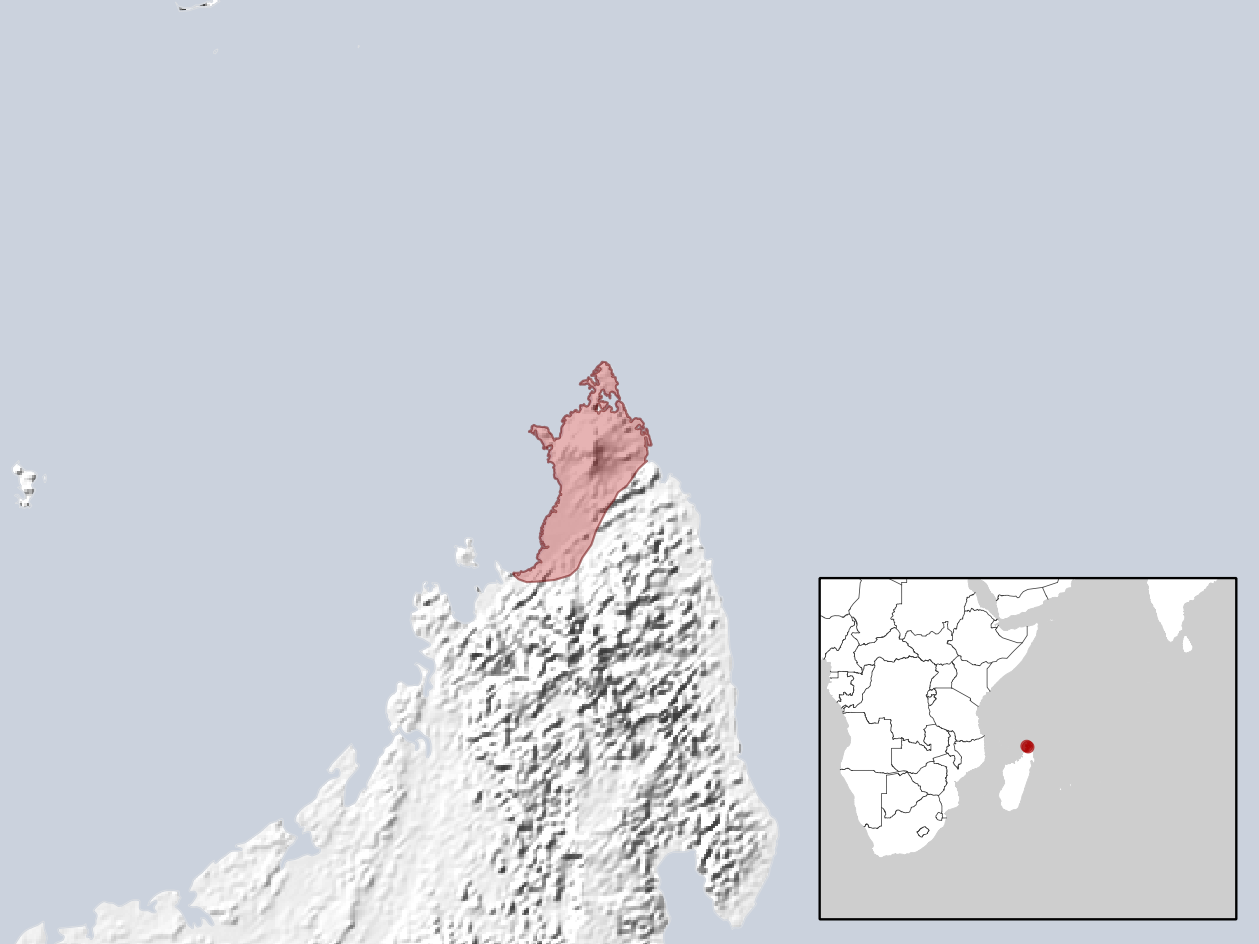